# Andrzej Woźny
Andrzej Woźny (ur. 26 listopada 1924 w Markowcach, zm. 23 grudnia 2020) – polski żołnierz, działacz kombatancki.

## Życiorys
Andrzej Woźny urodził się 26 listopada 1924 w Markowcach. Był synem Michała (1890–1947) i Anny, miał siostrę Marię (1915–1998), brata Józefa (ur. 1916, żołnierz 2 pułku Strzelców Podhalańskich i ORMO). Jego rodzina prowadziła we wsi gospodarstwo oraz sklep. Ukończył siedem klas szkoły podstawowej.
Podczas II wojny światowej w trakcie okupacji niemieckiej, działając wspólnie z ojcem i siostrą Marią od 1941 do 1944 ukrywał w skrytce pod domem troje znajomych Żydów z rodziny Kornreich (byli to nastoletni Mendel i Mejer oraz ich matka), pochodzących z sąsiedniej wsi Dąbrówki, którzy tym samym uniknęli prześladowania po utworzeniu getta w Sanoku. Tuż po zakończeniu wojny odbywał służbę zasadniczą w szeregach 34 Budziszyńskiego pułku piechoty od 26 kwietnia 1946 do 24 lipca 1948. W tym czasie uczestniczył w „zwalczaniu band UPA i reakcyjnych” na terenie powiatów sanockiego i leskiego. Od 24 lipca 1948 do 10 sierpnia 1956 pełnił służbę nadterminową i zawodową w stopniu starszego sierżanta w CWS w Otwocku.
Po odejściu z Ludowego Wojska Polskiego do listopada 1959 pracował w Warszawskich Zakładach Telewizyjnych, od stycznia 1960 do 1961 w Sanockich Zakładach Przemysłu Gumowego, od 1962 do 1964 w Zakładach Usług Radiotechnicznych w Rzeszowie, Stacji Obsługi Radiowej i Telewizyjnej w Brzozowie i Sanoku, od 1964 do 1968 w Spółdzielni Inwalidów „Spójnia” w Sanoku, od 1968 jako radiomechanik telewizyjny w Gminnej Spółdzielni „Samopomoc Chłopska” w Sanoku. Należał do PZPR. Od 1971 był członkiem koła ZBoWiD w Sanoku. W 1977 otrzymał zaświadczenie kombatanta.
Był członkiem założonego w 1981 Koła nr 4 Związku Byłych Żołnierzy Zawodowych Wojska Polskiego (ZBŻZ) przy Wojskowej Komendzie Uzupełnień w Sanoku. W sierpniu 2010 został prezesem Miejsko-Gminnego Koła Związku Inwalidów Wojennych Rzeczypospolitej Polskiej w Sanoku. Był podporucznikiem w stanie spoczynku, później awansowany na stopień porucznika w stanie spoczynku.
Podczas sesji Rady Miasta Sanoka 6 lipca 2016 opowiedział się za pozostawieniem w dotychczasowym miejscu Pomnika Wdzięczności Żołnierzom Armii Czerwonej w Sanoku, następnie decyzją tejże rady zdemontowanego.

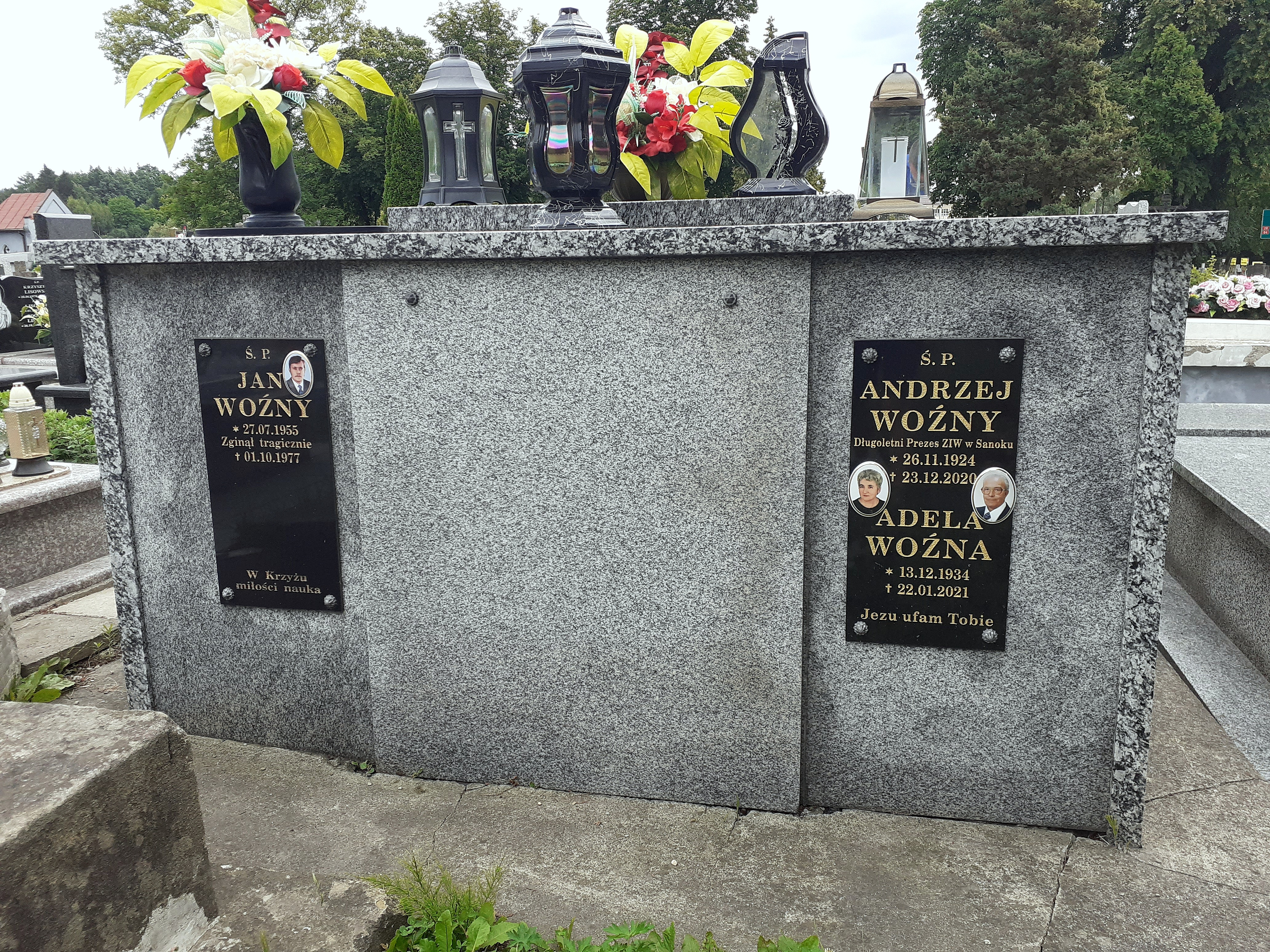
Grobowiec Andrzeja Woźnego

Zmarł 23 grudnia 2020. Został pochowany na Cmentarzu Centralnym w Sanoku 30 grudnia 2020.

## Odznaczenia
- Krzyż Komandorski Orderu Odrodzenia Polski (10 marca 2016, postanowieniem prezydenta RP Andrzeja Dudy za bohaterską postawę i niezwykłą odwagę wykazaną w ratowaniu życia Żydom podczas II wojny światowej, za wybitne zasługi w obronie godności człowieczeństwa i praw ludzkich; udekorowany 10 października 2016 przez wojewodę podkarpackiego Witolda Lechowskiego w Sanoku)[6][19]
- Złoty Krzyż Zasługi (7 maja 2013, postanowieniem prezydenta RP Bronisława Komorowskiego za zasługi w popularyzowaniu historii oręża polskiego, za działalność na rzecz środowisk kombatanckich, udekorowany podczas obchodów Święta Wojska Polskiego w sierpniu 2013 w Sanoku)[20][21]
- Odznaka „Za Zasługi dla Związku Kombatantów RP i Byłych Więźniów Politycznych” (2009)[22]
- Brązowy Medal „Siły Zbrojne w Służbie Ojczyzny” (1953)[23]
- Medal Sprawiedliwy wśród Narodów Świata nr 6587 (1995, na wniosek córki Mejera Kornreicha, wyróżniony wspólnie z ojcem Michałem i siostrą Marią)[3][24][25][26]